# نشان اقدس
نشان اقدس یکی از نشان‌های سلطنتی ایران در دوره قاجار بود.
ناصرالدین‌شاه قاجار در سال ۱۲۸۷ هجری/۱۸۷۰ میلادی این نشان را بنا نهاد. این نشان سه درجه و دو گونه داشت، یک گونه به نام سردار برای ایرانیان و گونه‌ای دیگر به نام نشان برای خارجیان.
نشان اقدس پس از پایان دودمان قاجار از اعتبار ساقط شد.
سه رده نشان عبارت بودند از:
- اقدس (درجه یک)
- قدس (درجه دو)
- مقدس (درجه سه)

## افسران دارای این نشان

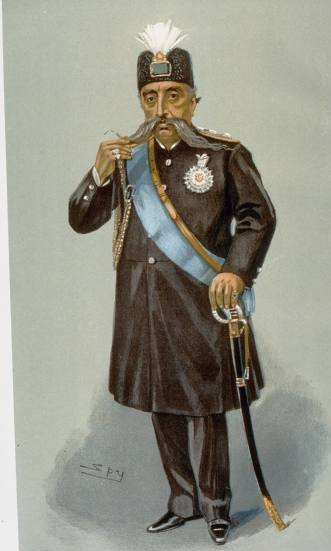
تصویری از مظفرالدین شاه و نشان اقدس بر سینه وی

- رضاخان میرپنج، سردار اقدس
- شیخ خزعل‌خان، سردار اقدس